# بینکور، کبک
بینکور (به فرانسوی: Biencourt) شهری در منطقه شهری تمیسکوواتا ناحیه با-سن-لوران در استان کبک کانادا است. در سرشماری سال ۲۰۱۱ این شهر ۵۸۹ نفر جمعیت داشته‌است و مساحت آن ۱۸۷٫۸ کیلومتر مربع است.